# Убийство (фильм, 1956)
«Уби́йство» (англ. The Killing, жаргонный термин, означающий «большой куш») — классический чёрно-белый фильм-ограбление Стэнли Кубрика, снятый в 1956 году по роману Лайонела Уайта. Традиционные атрибуты жанра нуар (пессимистичный до цинизма взгляд на мир, контрастный монохром, роковая изменница, обречённый главный герой) приправлены многочисленными новаторскими приёмами (использование документальных материалов, съёмки дальним планом и вне студии, хронологические смещения).

## Сюжет

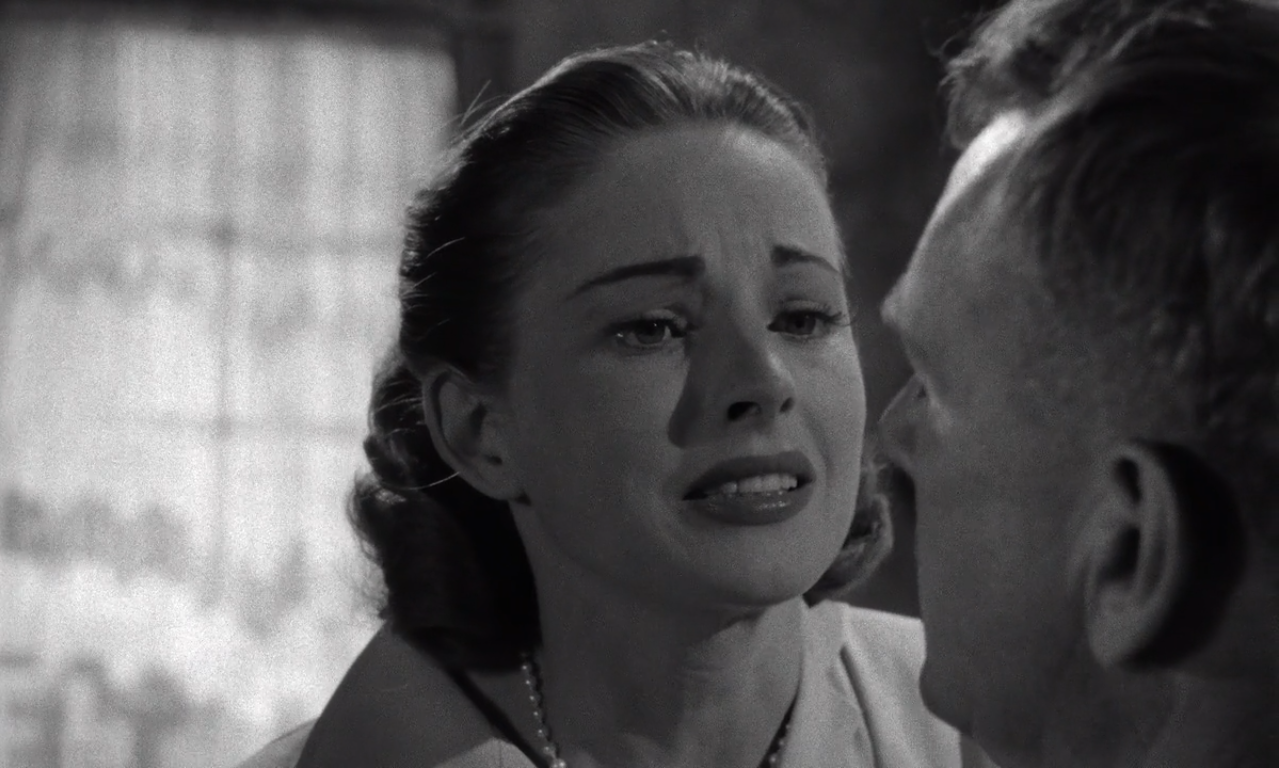
Колин Грэй в «Убийстве»

В начале фильма зрителю представлены несколько не связанных друг с другом, на первый взгляд, людей, которых объединяет одно — им всем позарез нужны деньги. Голос за кадром сообщает, что это «кусочки единого пазла». Постепенно становится ясно, что эти люди — бывший заключенный, кассир ипподрома, продажный полицейский, снайпер, русский богатырь — участвуют в плане ограбления ипподрома, который тщательно продумал недавно вышедший из тюрьмы Джонни Клэй. Сообщники надеются сорвать неслыханный куш в 2 миллиона долларов.
Неосторожное расистское замечание снайпера, излишняя откровенность кассира с женой — подобных мелких оплошностей оказывается достаточно, чтобы совершенный, на первый взгляд, план Клэя с неумолимостью греческой трагедии пошёл наперекосяк…

## В ролях
| Актёр             | Роль                     |
| ----------------- | ------------------------ |
| Стерлинг Хэйден   | Джонни Клэй              |
| Элиша Кук-младший | Джордж Питти             |
| Мэри Виндзор      | Шерри Питти              |
| Колин Грэй        | Фэй                      |
| Винс Эдвардс      | Вэл Кэннон               |
| Джей С. Флиппен   | Марвин Ангер             |
| Тед де Корсия     | полицейский Рэнди Кеннан |
| Джо Сойер         | Майк О’Райлли            |
| Джеймс Эдвардс    | служащий парковки        |
| Тимоти Кэри       | Никки Эрейн              |
| Кола Квариани     | Морис Обухов             |
| Джей Адлер        | Лео, ростовщик           |
| Тито Вуоло        | Джо Пиано                |
| Джо Тёркел        | Тини                     |
| Джеймс Гриффит    | мистер Граймс            |

## Работа над фильмом
«Убийство» — первый фильм Кубрика, снятый на относительно респектабельный бюджет. Создание фильма финансировал Джеймс Харрис, который предоставил молодому режиссёру полную творческую свободу. Кубрик был намерен продемонстрировать, что успешные в прокате фильмы можно снимать не только дёшево, но и качественно. После выхода на экраны фильмов-ограблений «Асфальтовые джунгли» и «Мужские разборки» этот молодой жанр считался залогом хороших кассовых сборов. Хотя Кубрик и Харрис, как им казалось, просчитали все составляющие успешного фильма, и даже взяли на главную роль Стерлинга Хэйдена из «Асфальтовых джунглей», «Убийство» не стало магнитом для американской публики. Фильм не принёс создателям прибыли, но Кубрику удалось подтвердить своё реноме одного из самых многообещающих режиссёров Америки.

## Значение
Среди поздних нуаров «Убийство» выделяется тем, что вместо зыбкой атмосферности упор сделан на документально точном воспроизведении преступления, которое представлено зрителю в мельчайших технических подробностях. Скрупулезно разработанные планы, которые в последний момент срываются из-за людских слабостей, — эта тема будет ещё не раз всплывать в фильмах Кубрика. Джонатан Розенбаум считает, что из всех фильмов Кубрика этот «наиболее совершенно продуманный и исполненный».
Повествовательные эксперименты Кубрика — пересекающиеся флешбеки, синхронное изображение преступления с точек зрения различных персонажей — оказались востребованы полвека спустя как режиссёрами нового поколения («Слон» Г. Ван Санта, «Бешеные псы», «Криминальное чтиво» Квентина Тарантино), так и ветеранами («Игры дьявола» Сидни Люмета). Высочайшие оценки поставили «Убийству» Орсон Уэллс и Бернардо Бертолуччи, а образ Джонни Клэя, идущего на дело в шляпе и с портфелем в руках, был спародирован Э. Рязановым в комедии «Берегись автомобиля».

## Награды
| Год  | Премия | Категория    | Номинант | Результат |
| ---- | ------ | ------------ | -------- | --------- |
| 1957 | BAFTA  | Лучший фильм |          | Номинация |